# Дирксен, Юлиус
Юлиус Дирксен (нидерл. Julius Dirksen; род. 2 февраля 2003, Амерсфорт, Утрехт) — нидерландский футболист, защитник клуба «Гоу Эхед Иглз».

## Клубная карьера
Схенделар — воспитанник клубов «Куик 1980», «Ховелакен», «Твенте», «Аякс» и «Эммен». 4 сентября 2022 года в матче против АЗ он дебютировал в Эредивизи в составе последних.
27 июня 2024 года подписал трёхлетний контракт с «Гоу Эхед Иглз».

## Достижения
«Гоу Эхед Иглз»
- Обладатель Кубка Нидерландов: 2024/25[нидерл.]

## Статистика выступлений
| Клуб             | Сезон            | Лига | Лига | Кубок | Кубок | Прочие | Прочие | Итого | Итого |
| Клуб             | Сезон            | Игры | Голы | Игры  | Голы  | Игры   | Голы   | Игры  | Голы  |
| ---------------- | ---------------- | ---- | ---- | ----- | ----- | ------ | ------ | ----- | ----- |
| Эммен            | 2022/23          | 27   | 0    | 3     | 0     | 0      | 0      | 30    | 0     |
| Эммен            | 2023/24          | 34   | 0    | 0     | 0     | 4      | 0      | 38    | 0     |
| Эммен            | Итого            | 61   | 0    | 3     | 0     | 4      | 0      | 68    | 0     |
| Гоу Эхед Иглз    | 2024/25          | 6    | 0    | 2     | 0     | —      | —      | 8     | 0     |
| Гоу Эхед Иглз    | Итого            | 6    | 0    | 2     | 0     | —      | —      | 8     | 0     |
| Всего за карьеру | Всего за карьеру | 67   | 0    | 5     | 0     | 4      | 0      | 76    | 0     |